# Samuel J. Potter
Samuel John Potter (* 29. Juni 1753 in South Kingstown, Colony of Rhode Island and Providence Plantations; † 14. Oktober 1804 in Washington D.C.) war ein US-amerikanischer Politiker der Demokratisch-Republikanischen Partei, der den Bundesstaat Rhode Island im US-Senat vertrat.
Der aus dem Washington County stammende Samuel Potter schloss zunächst die Vorbereitungsschule ab, ehe er ein Studium der Rechtswissenschaften erfolgreich absolvierte, in die Anwaltskammer aufgenommen wurde und als Jurist zu praktizieren begann. Seine politische Laufbahn nahm er im Jahr 1790 auf, als er Vizegouverneur des Staates Rhode Island unter Gouverneur Arthur Fenner wurde. Diesen Posten bekleidete er bis 1803. Bei den Präsidentschaftswahlen der Jahre 1792 und 1796 gehörte er jeweils dem Electoral College an.
Schließlich erfolgte 1802 die Wahl in den US-Senat, wo er die Nachfolge von Theodore Foster antrat. Potter nahm sein Mandat ab dem 4. März 1803 wahr, starb aber bereits am 14. Oktober des folgenden Jahres in Washington. Er wurde auf dem Friedhof seiner Familie in Kingston beigesetzt.